# Aulotandra angustifolia
Aulotandra angustifolia är en enhjärtbladig växtart som beskrevs av Joseph Marie Henry Alfred Perrier de la Bâthie. Aulotandra angustifolia ingår i släktet Aulotandra och familjen Zingiberaceae. Inga underarter finns listade i Catalogue of Life.